# Liste der denkmalgeschützten Objekte in Markt Allhau
Die Liste der denkmalgeschützten Objekte in Markt Allhau enthält die 9 denkmalgeschützten, unbeweglichen Objekte der Gemeinde Markt Allhau.

## Denkmäler
| Foto |                 | Denkmal | Standort                                                       | Beschreibung | Metadaten |
| ---- | --------------- | --- | -------------------------------------------------------------- | --- | --- |
| ja   | Datei hochladen | Alte Mühle – Mühlenkomplex (Mühlengebäude, Wohnhaus samt Wirtschaftstrakt) HERIS-ID: 66489 Objekt-ID: 79373 | Allhauer Mühlhäuser 1 Standort KG: Allhau Markt                | Öl- und Getreidemühle bis 1968 in Betrieb, vor wenigen Jahren renoviert und als Wohngebäude adaptiert. | BDA-Hist.: Q38113089 Status: Bescheid Stand der BDA-Liste: 2025-06-30 Name: Alte Mühle – Mühlenkomplex (Mühlengebäude, Wohnhaus samt Wirtschaftstrakt) GstNr.: 651, 657/2, 657/1 |
| ja   | Datei hochladen | Kitting HERIS-ID: 12107 Objekt-ID: 8242                                                                     | bei Allhauer Mühlhäuser 5 Standort KG: Allhau Markt            | | BDA-Hist.: Q38122200 Status: Bescheid Stand der BDA-Liste: 2025-06-30 Name: Kitting GstNr.: 539                                                                                  |
| ja   | Datei hochladen | Evang. Pfarrkirche A.B. HERIS-ID: 12106 Objekt-ID: 8240                                                     | Kirchengasse 1 Standort KG: Allhau Markt                       | Der hohe klassizistische Bau über quadratischem Grundriss stammt aus den Jahren 1784 bis 1786. Der vorgebaute Südturm mit Zwiebelhelm wurde 1832/33 erbaut. | BDA-Hist.: Q1381090 Status: § 2a Stand der BDA-Liste: 2025-06-30 Name: Evang. Pfarrkirche A.B. GstNr.: 1 Evangelische Pfarrkirche Markt Allhau                                   |
| ja   | Datei hochladen | Kath. Filialkirche hl. Luzia HERIS-ID: 12105 Objekt-ID: 8239                                                | Schulgasse 6 Standort KG: Allhau Markt                         | Die frühere Kirche aus dem 18. Jahrhundert wurde im Jahr 1957 gesprengt und durch einen modernen Neubau mit frei stehendem Glockenturm nach Plänen von Ladislaus Hruska ersetzt. Der barocke Hochaltar im Innenraum blieb erhalten. Die Kanzel aus der 2. Hälfte des 18. Jahrhunderts wurde umgebaut und als Ambo aufgestellt. | BDA-Hist.: Q1873229 Status: § 2a Stand der BDA-Liste: 2025-06-30 Name: Kath. Filialkirche hl. Luzia GstNr.: 8357/4 Filialkirche Markt Allhau                                     |
| ja   | Datei hochladen | Schule HERIS-ID: 12113 Objekt-ID: 8248                                                                      | Gemeindestraße 33 (Markt Allhau 312) Standort KG: Allhau Markt | | BDA-Hist.: Q38122376 Status: § 2a Stand der BDA-Liste: 2025-06-30 Name: Schule GstNr.: 8359, 8360                                                                                |
| BW   | Datei hochladen | Hausberg Schlossriegel HERIS-ID: 111194 Objekt-ID: 128982                                                   | Buchenwald Standort KG: Buchschachen                           | | BDA-Hist.: Q37822560 Status: Bescheid Stand der BDA-Liste: 2025-06-30 Name: Hausberg Schloßriegel GstNr.: 3264, 3267                                                             |
| ja   | Datei hochladen | Evangelisches Schul- und Bethaus HERIS-ID: 12100 Objekt-ID: 8234                                            | Schulweg 15 (Buchschachen 85) Standort KG: Buchschachen        | Das ebenerdige Haus stammt aus dem Jahr 1821 und wurde 1868/69 um den Glockenturm erweitert. | BDA-Hist.: Q38122086 Status: § 2a Stand der BDA-Liste: 2025-06-30 Name: Evangelisches Schul- und Bethaus GstNr.: 220                                                             |
| ja   | Datei hochladen | Schule HERIS-ID: 12103 Objekt-ID: 8237                                                                      | Schulweg 13 (Buchschachen 170) Standort KG: Buchschachen       | | BDA-Hist.: Q38122095 Status: § 2a Stand der BDA-Liste: 2025-06-30 Name: Schule GstNr.: 220                                                                                       |
| ja   | Datei hochladen | Hausberg Taborhöhe HERIS-ID: 46756 Objekt-ID: 48921                                                         | Ortsried Standort KG: Buchschachen                             | | BDA-Hist.: Q38023464 Status: Bescheid Stand der BDA-Liste: 2025-06-30 Name: Hausberg Taborhöhe GstNr.: 261, 262, 263, 264, 3261                                                  |